# نادي ساندفيورد

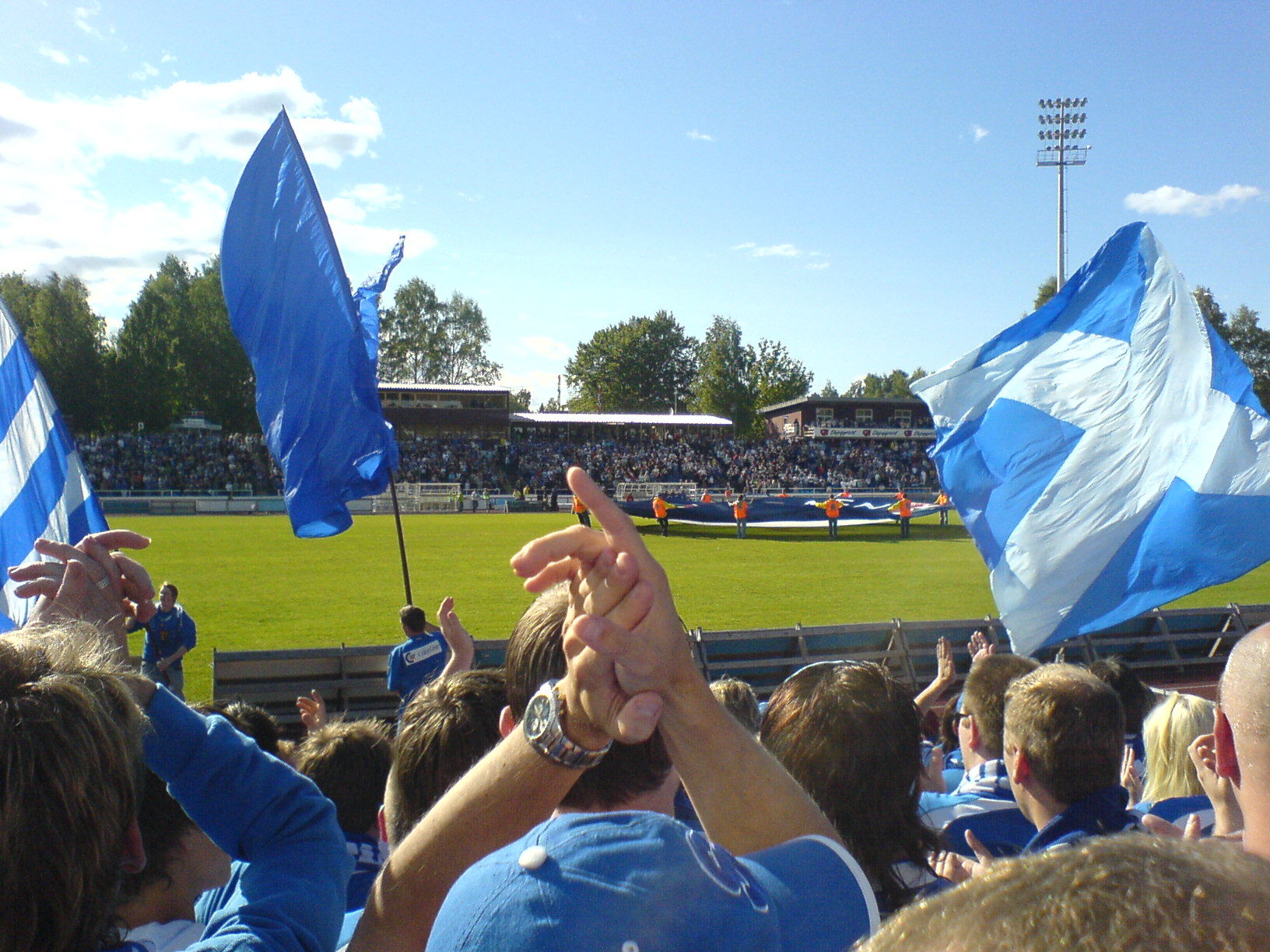
صورة من وسط مشجعي نادي ساندفيورد.

نادي ساندفيورد (بالنرويجية: Sandefjord Fotball) هو نادي كرة قدم نرويجي. تأسس في 10 سبتمبر 1998. يلعب في الدوري النرويجي الممتاز.

## وصلات خارجية
- الموقع الرسمي
 (بالنرويجية)